# 柯河姊妹碉
柯河姊妹碉位於四川省阿壩州阿壩縣，文物遺址年代判定為清。2012年7月16日公佈為第八批四川省文物保護單位。
柯河姊妹碉，又稱姐妹碉、大小碉，位於四川省阿壩藏族羌族自治州阿壩縣柯河鄉色日村，麻爾曲河南岸山脊上，東、西、北三面為懸崖峭壁，下臨麻爾曲河。當壤塘至阿壩古道之要衝，預警、防禦功能明顯。兩碉毗鄰而建，間距2米。系用片石及不規則石塊壘砌而成，內置木梁架將其空間隔為數層，平面佈局呈長方形，總占地面積70平方米，大碉殘高14米，小碉殘高11米。柯河姊妹碉是阿壩縣境內唯一一處石砌碉樓建築，形體纖瘦，牆面平滑，構築精緻，對於研究該區域內的歷史、文化及建築技術等具有較高價值。